# Bataille de Champigny
Pour la peinture panoramique représentant cette bataille, voir La Bataille de Champigny.
Guerre franco-prussienne de 1870
Batailles
- Chronologie de la guerre franco-prussienne de 1870
- Sarrebruck (08-1870)
- Wissembourg (08-1870)
- Forbach-Spicheren (08-1870)
- Wœrth (08-1870)
- Bitche (08-1870)
- Phalsbourg (08-1870)
- Borny-Colombey (08-1870)
- Strasbourg (08-1870)
- Mars-la-Tour (08-1870)
- Toul (08-1870)
- Gravelotte (08-1870)
- Metz (08-1870)
- Nouart (08-1870)
- Beaumont (08-1870)
- Noisseville (08-1870)
- Sedan (08-1870)
- Montmédy (09-1870)
- Soissons (09-1870)
- Siège de Paris et chronologie du siège (09-1870)
- Nompatelize (10-1870)
- Bellevue (10-1870)
- Châtillon (10-1870
- Châteaudun (10-1870)
- Buzenval (10-1870)
- Bourget (10-1870)
- Dijon (10-1870)
- Belfort (11-1870)
- La Fère (11-1870)
- Langres (11-1870)
- Bouvet et Meteor (navale) (11-1870)
- Coulmiers (11-1870)
- Thionville (11-1870)
- Châtillon-sur-Seine (11-1870)
- Villers-Bretonneux (11-1870)
- Beaune-la-Rolande (11-1870)
- Champigny (11-1870)
- Orléans (12-1870)
- Loigny (12-1870)
- Châteauneuf (12-1870)
- Beaugency (12-1870)
- Longeau (12-1870)
- l’Hallue (12-1870)
- Siège de Péronne (1871)
- Bapaume (01-1871)
- Villersexel (01-1871)
- Le Mans (01-1871)
- Héricourt (01-1871)
- Saint-Quentin (01-1871)
- Buzenval (01-1871)

La bataille de Champigny également appelée bataille de la Marne ou bataille de Villiers, du nom de la commune de Villiers-sur-Marne, sur le territoire de laquelle a eu lieu la bataille, marque la principale tentative de sortie des armées de la Défense nationale, menée sous les murs de Paris assiégée lors de la guerre franco-allemande de 1870 et signe une défaite de l'armée française.

## Contexte
Après la défaite de l'armée française à la première bataille du Bourget, et la nouvelle de la capitulation de Metz, le moral de la population parisienne décline.
Pour remédier à cette situation et redonner espoir aux habitants de la capitale, le général Trochu, gouverneur militaire de Paris, décide d'organiser une sortie générale afin d'effectuer une percée des lignes allemandes. Des attaques ont lieu de la Gare-aux-Bœufs, près de Choisy-le-Roi, à l'Haÿ, à Mont-Mesly, au plateau d'Avron et des reconnaissances sont faites dans la plaine de Gennevilliers, sur les hauteurs de Buzenval et de Boispréau, avec une tentative principale en direction de Champigny : elle doit permettre à l'armée de Paris de desserrer l'étau prussien et de rejoindre l'armée de la Loire, ce qui pourrait renverser le rapport de force.

## L'attaque française

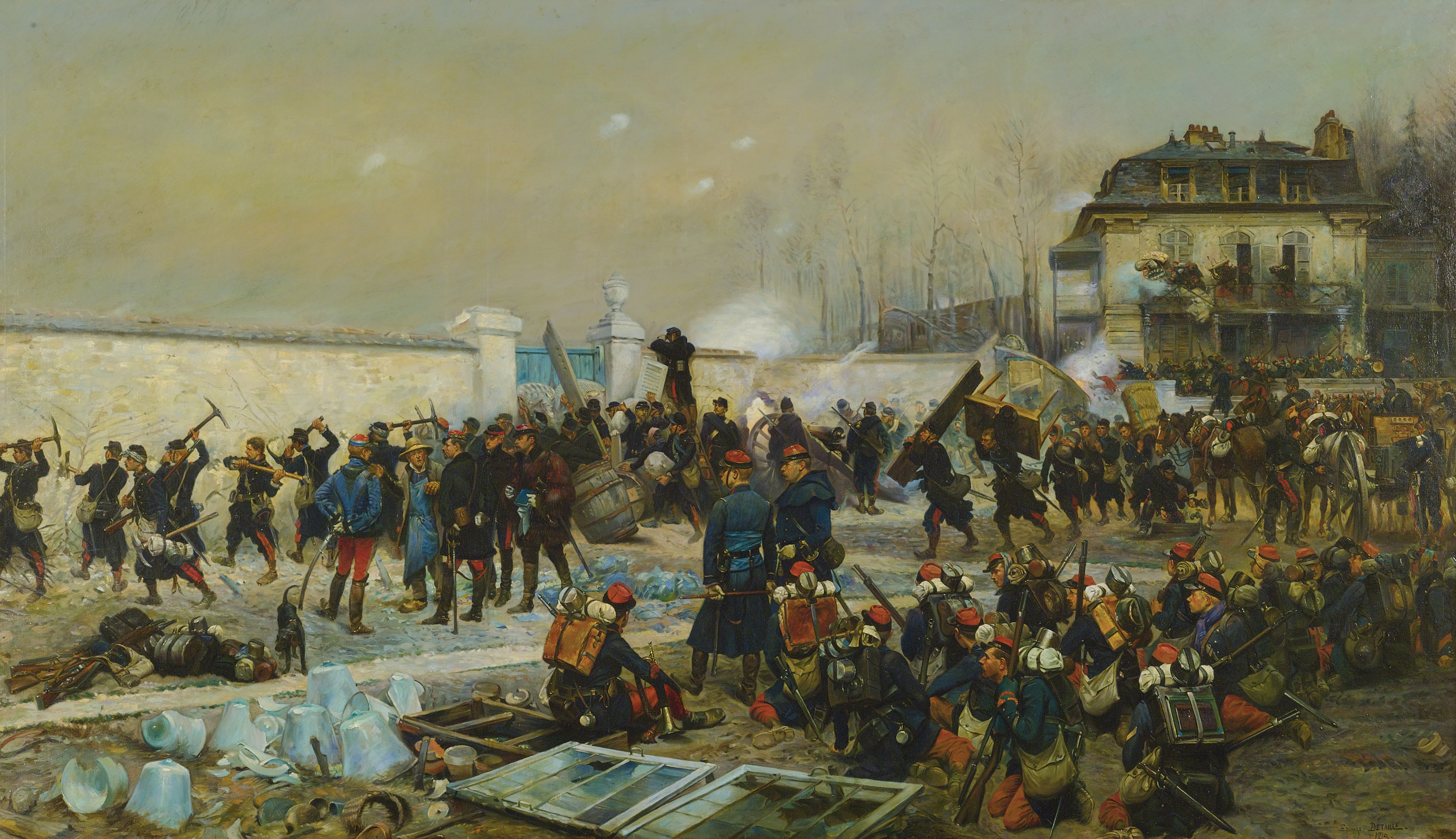
Bataille de Champigny par Édouard Detaille.
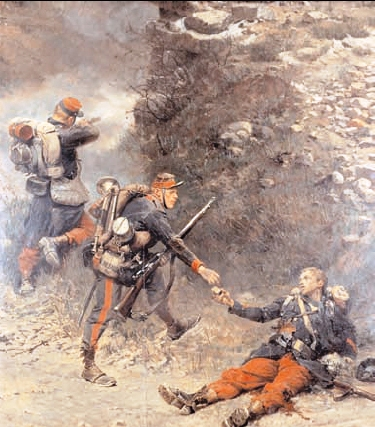
Le fond de la Giberne, 1882, par Édouard Detaille et Alphonse de Neuville, fragment de la peinture panoramique La Bataille de Champigny. Un fantassin français mourant remet ses dernières cartouches à un clairon de mobiles. On peut voir les signatures des deux artistes.
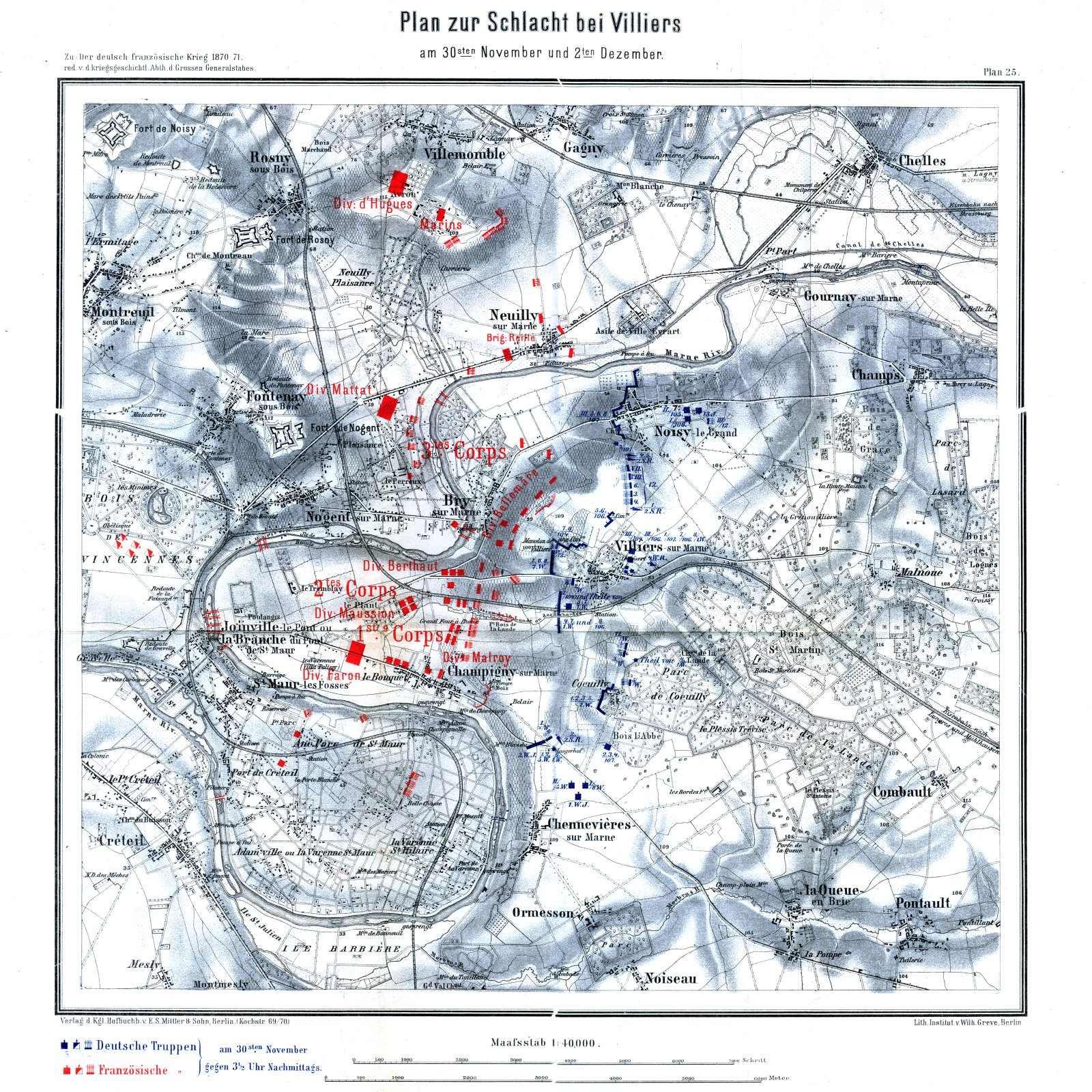
Plan de la bataille.
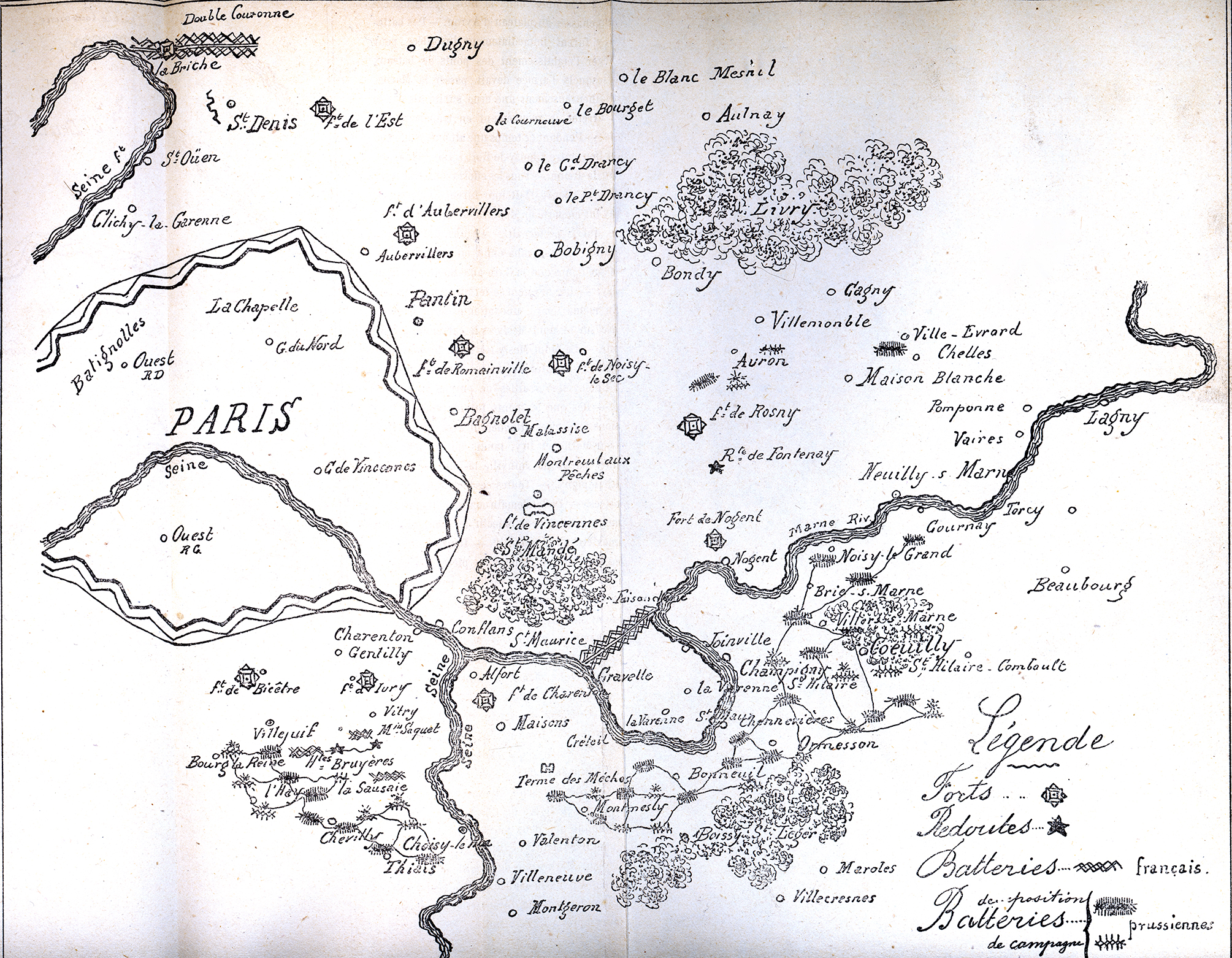
Plan de la bataille de Champigny, publié dans Paris-Journal de 1870-1871.

Le 30 novembre, le général Ducrot mène 80 000 hommes vers les villages de Champigny-sur-Marne et Bry-sur-Marne, à l'est de la Marne.
Ce secteur des lignes allemandes est tenu par la division du Wurtemberg, de la 3e armée prussienne.

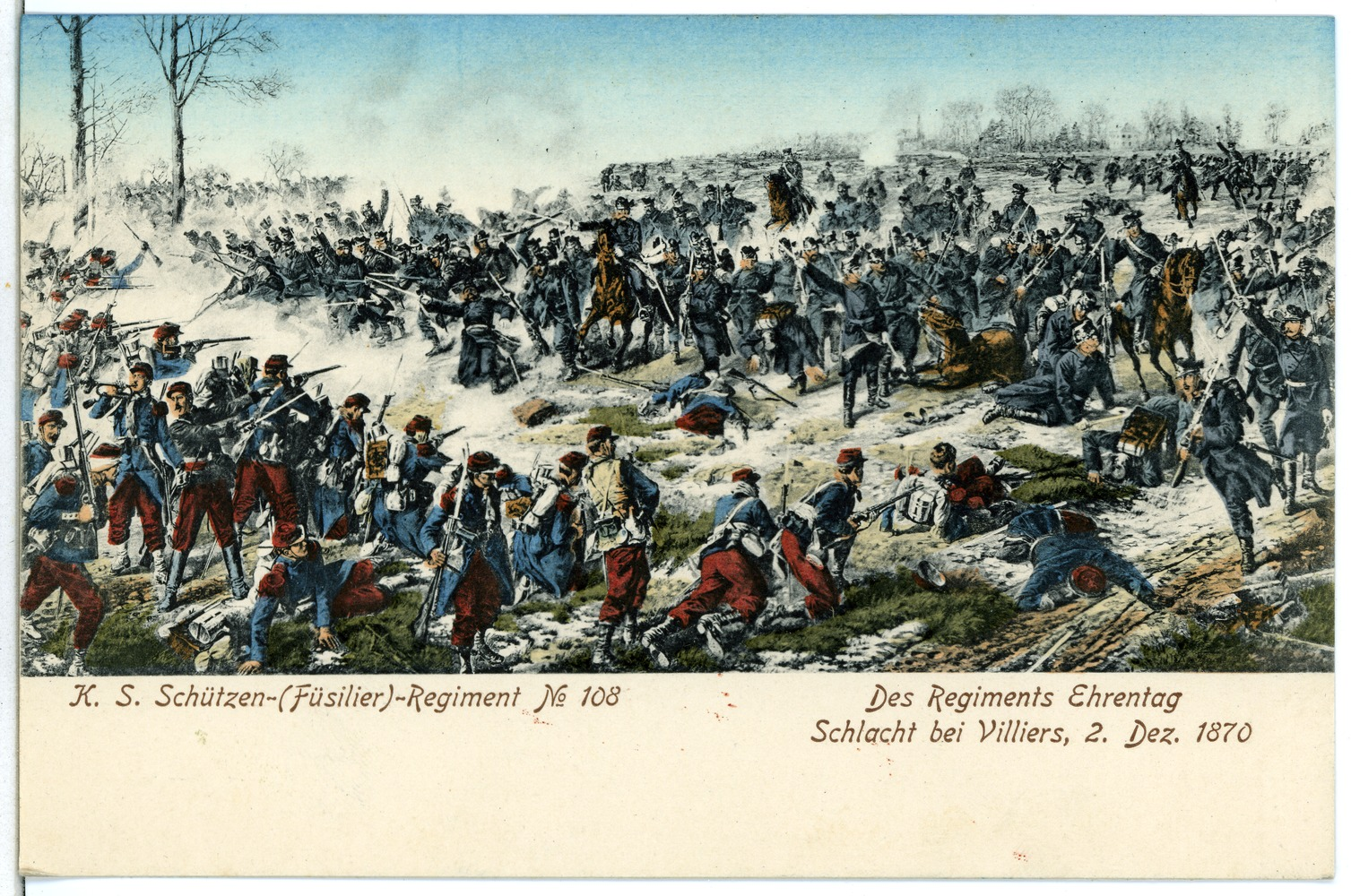
régiment saxons de fusiliers -- Bataille de Villiers

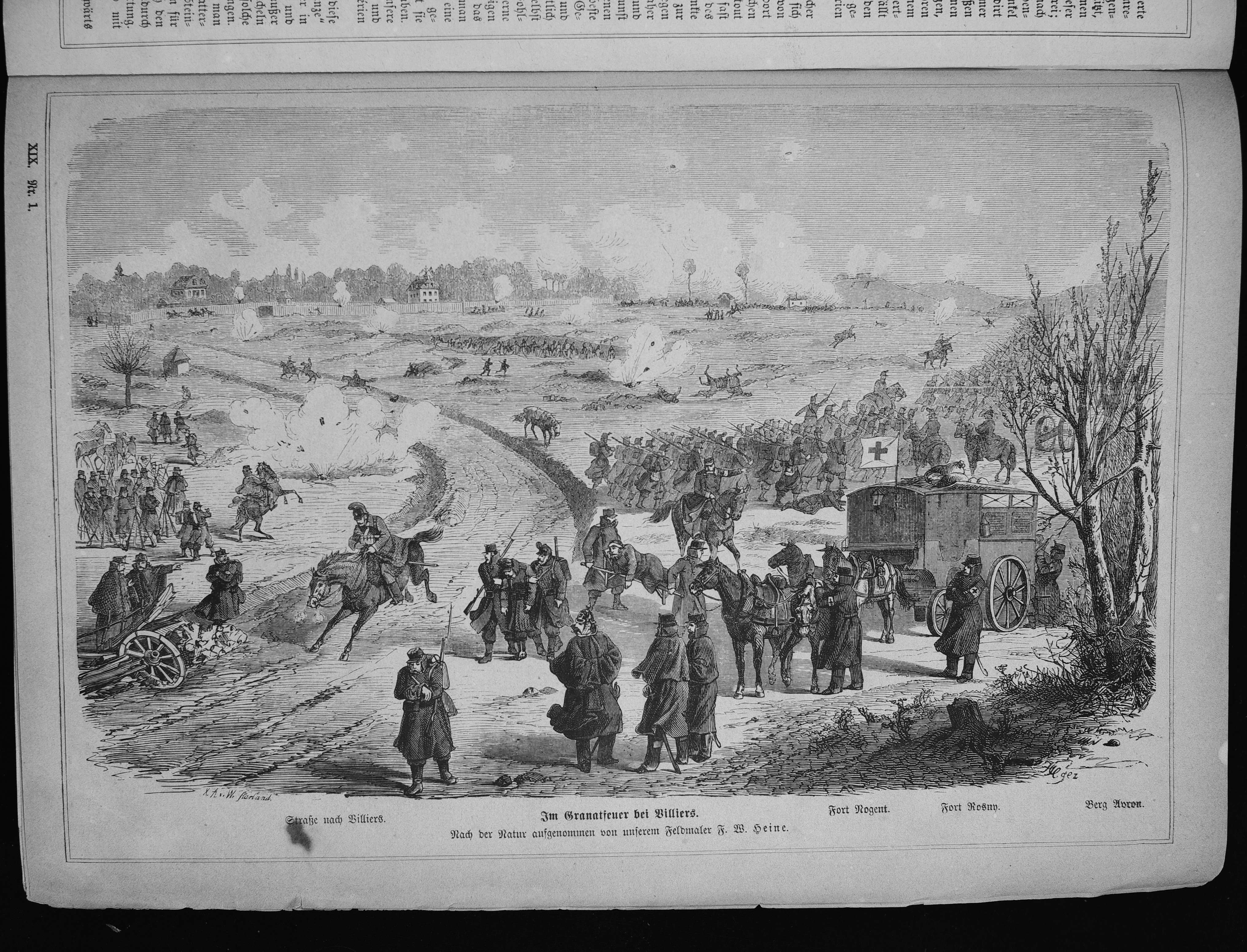
Bataille de Villiers, troupes et ambulance françaises sous un tir de grenades ; au fond à droite, fort de Nogent et fort de Rosny. Gravure allemande, Die Gartenlaube, 1871.

La veille, la Marne était sortie de son lit, faisant tourner au désastre une attaque française de reconnaissance, avec une perte de 1 300 hommes.
L'offensive principale avait donc été décidée pour le lendemain, appuyée par une série de diversions. L'artillerie française repousse donc les unités allemandes des villages de Bry-sur-Marne et Champigny-sur-Marne, permettant aux troupes de Ducrot de franchir la Marne sur des pontons prévus à cet effet. Le général Ducrot établit une tête de pont sur le bord opposé de la rivière dans les deux villages et pousse vers Villiers.
Mais la division du Würtemberg est si bien retranchée, sur les hauteurs qui dominent Champigny-sur-Marne, entre Villiers-sur-Marne et Le Plessis-Trévise, que l'artillerie française ne parvient pas à la déloger : l'attaque est stoppée. Ducrot appelle donc à la rescousse le IIIe corps du général d'Exéa, qui a franchi la Marne au nord de Bry-sur-Marne pour attaquer Villiers-sur-Marne par le nord. Mais le IIIe corps arrivant trop tard pour participer efficacement à l'offensive, Ducrot adopte une position défensive. 

## La contre-attaque allemande
L'offensive française parvient néanmoins à inquiéter le haut-commandement prussien. Albert de Saxe surtout, se discrédite auprès de Helmuth von Moltke, le chef d'état-major prussien. En effet, ce dernier lui reproche sa circonspection dans l'envoi de renforts à la division du Wurtemberg. Moltke charge alors Eduard von Fransecky de prendre le commandement des opérations, et de protéger la zone menacée avec son IIe corps. Cependant, Fransecky n'a pas été averti à temps de ces nouvelles dispositions : le 1er décembre, les deux armées concluent une trêve et enterrent leurs morts.
 
Le 2 décembre, les Allemands semblent faire face à une situation similaire à celle de la bataille du Bourget : Fransecky estimant qu'une contre-attaque n'est pas nécessaire puisque les lignes allemandes n'ont pas été brisées, alors que de son côté Albert de Saxe pousse à la contre-attaque. La rapide offensive de Fransecky lui donne rapidement le contrôle de Champigny mais, les Français étant alors regroupés, les deux armées se font face sans parvenir à se déborder. Cette situation inquiète suffisamment Moltke ; celui-ci prend d'importantes dispositions pour affronter les Français, dans l'hypothèse où ceux-ci renouvelleraient leurs attaques le lendemain et parviendraient à percer. Mais de son côté, Ducrot a déjà abandonné l'idée d'une contre-attaque. Ses troupes ont particulièrement souffert, notamment du froid (−14 °C, sans couvertures), et bien qu'averti de l'avance de l'Armée de la Loire sur Paris, celui-ci ordonne le retrait des troupes dans la capitale le 4 décembre.

## Conséquences
Les deux armées ont payé un prix élevé lors de cette bataille. Les Français ont perdu environ 9 000 hommes tandis que les pertes allemandes s’élèvent à 3 000 morts. L'Armée de la Loire fut défaite à la bataille d'Orléans : le général Ducrot poussa alors Trochu et le ministre des affaires étrangères Jules Favre à entamer des pourparlers de paix avec la Prusse.

## Le panorama de la Bataille de Champigny
Dix ans après les faits, les peintres Édouard Detaille (1848-1912) et Alphonse de Neuville (1835-1885) commencent à réaliser la monumentale peinture circulaire La Bataille de Champigny (1880-1882), une huile sur toile de 120 mètres de long pour 15 de haut. L'œuvre est exposée à partir du 6 mai 1882 et jusqu'en 1887 à Paris au Panorama national (1881, second du nom) exploité rue de Berri (no 5). Elle est ensuite expédiée à Vienne, où elle remplace une autre toile panoramique également signée par Detaille et Neuville : Le Soir de la bataille de Rezonville qui prend, en échange, à partir de la fin du mois de mars 1877, la place vacante au Panorama national de la rue de Berri La Bataille de Champigny reste exposée à Vienne jusqu’en 1891. Après la fin de son exploitation, Detaille la découpe en 65 fragments qui sont dispersés aux enchères en 1892 et 1896.

### Source
- (en) Michael Eliot Howard, The Franco-Prussian War : the German invasion of France, 1870-1871, London, Routledge, 2002, 2e éd., 512 p. (ISBN 978-1-138-13225-2 et 978-0-415-26671-0)